# Route nationale 582 (Belgique)
 (avril 2020).
Si vous disposez d'ouvrages ou d'articles de référence ou si vous connaissez des sites web de qualité traitant du thème abordé ici, merci de compléter l'article en donnant les références utiles à sa vérifiabilité et en les liant à la section « Notes et références ».
Pour les articles homonymes, voir Route nationale 582 (homonymie).
La route nationale 582 est une route nationale de Belgique de 14,4 kilomètres qui relie Fontaine-l'Évêque à Gosselies via Courcelles

## Description du tracé

### Communes sur le parcours
- Région wallonne
  -  Province de Hainaut
    - Trazegnies
    - Courcelles
    - Monceau-sur-Sambre